# Šugo
V hrubém překladu můžeme slovu šugo (守護) rozumět jako pojmu protektor, ochránce, hejtman. Provinční vládci spojovaní s šógunátem Kamakura v devadesátých letech 11. století a důležitá část administrativy (bakufu) během trvání války Ónin (1467–1477). Mnoho starších rodů šugo byly boji ve válce Ónin oslabeno a vytlačeno nebo zničeno během období Sengoku. Během období Kamakura byli šugo silně závislí na vůli bakufu. Bojovali s rebely a dohlíželi nad aktivitami provinčních vojenských správců (džitó). V období Muromači šugo měli na starost rozsáhlá území provincií. Termín šugo lze nalézt v záznamech do roku 1560 v několika provinciích (např. Sacuma).